# Jugo de tamarindo
Jugo de tamarindo es una comedia erótica peruana de 2019 bajo la obra y dirección de Julio Andrade, quien protagoniza el proyecto junto a Karen Dejo, contando además con las participaciones de Leslie Stewart y Gerardo Zamora. El título de la cinta está basado en el tema musical homónimo del año 2003, interpretado por Andrade.

## Sinopsis
Jugo de tamarindo se centra en Samy (Julio Andrade), un músico con problemas domésticos y matrimoniales con su esposa Gloria (Leslie Stewart). Hasta que en medio de la gira, conoce a Morocha (Karen Dejo), una bailarina con un pasado traumático y con la que hace un tiempo realizó un exitoso videoclip.

## Reparto
Los actores que participan en esta película son:
- Karen Dejo como Morocha Elsa.[5]
- Julio Andrade como Samy.[3]
- Leslie Stewart como Gloria.[3]
- Patsy Bendayán como China Ximena.
- Renato Pantigozo como Rengifo.
- Alonso Cano como Percy.
- Carolina Álvarez como Katrina.
- Gerardo Zamora como Lucho.
- Fernando Pasco como Coronel.
- Josemaría Barraza como Fito.
- Carlos «Tomate» Barraza como Security.
- Pierina Parodi como Cindy.
- Américo Zúñiga como Roberto.
- Laura Borlini como Cinthya.
- Johnny Mendoza como Seguridad de Ica.
- Rodrigo Martínez como Amigo de Gloria.
- Viviana Andrade como Amiga de Gloria.
- Christian Linares como Rolo.
- Paati Uth como Marley.
- Gastón Medina como Jeffry.
- Nadu Arrarte como Doble de Lucho.
- Salvador Begazo como Niño.
- Patricia Fuentes como Esposa del gerente.
- Wilbert Flores como Gerente.
- Daniela Lino como Kitty.
- Ignacio Arata como Conserje.
- Jimena Camino como Niñera.
- Guillermo Vallejos como Tocador de batería.
- Eduardo Freire como Tocador del bajo.
- Miguel Ángel Arboleda como Encargado de la percusión y los coros.
- Jason Tovar como Guitarrista.
- Lucas Piro como Huésped de hotel.
- Rafael La Torre como Doctor.
- Andrea La Torre como Enfermera.
- Ángel Frias Reyes como Animador.
- María Jesús Vela como Bailarina.
- Paola Morales como Bailarina.
- Angie Castillo como Bailarina.
- Razuri Cari Molina como Botones.
- Isabel Flores como Azafata.
- Víctor Velasquez como Jefe de habitaciones.
- Nicolás Fantinato
- Gustavo Cerrón
- Kukuli Morante
- Tefi Valenzuela

## Banda sonora
- «Ángel de la guarda» – Julio Andrade
- «Tu corazón» – Julio Andrade
- «Cada mañanita» – Julio Andrade
- «Con fe» – Julio Andrade
- «Jugo de tamarindo» – Julio Andrade
- «Una nueva canción» – Julio Andrade
- «Bendita sea mi mamá» – Julio Andrade
- «Al fin» – Julio Andrade
- «Me amabas» – Julio Andrade
- «Sin ti» – Julio Andrade
- «Llámame» – Julio Andrade
- «El huerto de mi amada» – Felipe Pinglo
- «Toditita la noche» – Manuel Ortiz
- «Otra vez aquí» – Carlos Rincón
- «El callejón de Pepa» – Carlos Rincón
- «Subterraneo» – Stefano Cedeño e Inzul

## Producción
El 9 de septiembre de 2015 se anunció la realización de una película basada en el tema musical «Jugo de tamarindo», interpretado por Julio Andrade y grabado en 2003.  Posteriormente se inició el rodaje de la película en mayo de 2016. Se contó con la presencia de Karen Dejo, bailarina y participante de los realitys show, quien volvió a trabajar con Andrade después de 13 años del videoclip oficial de la canción homónima.[cita requerida]

## Recepción
Se lanzó el avance oficial de la película en noviembre de 2018, contando con la participación del elenco completo. Jugo de tamarindo estaba programado para estrenarse el 10 de enero de 2019 en los cines peruanos, pero terminó estrenándose el 24 de enero del mismo año.
En su primer fin de semana atrajo a 1.200 espectadores, siendo superada por el relanzamiento de la película estadounidense La lista de Schindler.